# Tălpășești
Tălpășești – wieś w Rumunii, w okręgu Gorj, w gminie Bălești. W 2011 roku liczyła 592 mieszkańców.